# Bandiera del Wyoming
La bandiera dello stato del Wyoming è costituita dalla sagoma di un bisonte americano bianco. Il rosso simboleggia i Nativi americani e il sangue dei pionieri che hanno dato la loro vita. Il bianco è simbolo di purezza e rettitudine, il blu è il colore dei cieli e delle montagne lontane (nonché simbolo di fedeltà, giustizia e virilità). Il bisonte rappresenta la fauna locale, mentre il sigillo su di esso simboleggia l'usanza di marchiare il bestiame.

## Storia
Nel 1916 l'organizzazione "Figlie della rivoluzione americana" (in inglese: Daughters of the American Revolution, abbreviato in DAR) del Wyoming organizzò un concorso per invitare il pubblico a presentare possibili progetti per una bandiera del Wyoming. Un premio di $20 è stato offerto al vincitore e il DAR ha ricevuto un totale di 37 proposte. Hanno scelto un disegno di Verna Keays, una neolaureata all'Art Institute di Chicago. Il 31 gennaio 1917, il governatore Robert D. Carey firmò la legge sulla bandiera dello stato e la "bandiera del bisonte" fu ufficialmente adottata.
L'allora reggente del DAR Grace Raymond Hebard, professoressa all'università del Wyoming, nota suffragista e studiosa, ha fornito suggerimenti per le modifiche dopo che il progetto è stato accettato. Nel progetto originale di Keays, quello approvato dalla legislatura del Wyoming, il bisonte si affaccia verso una mosca, a simboleggiare la sua precedente libertà di vagare nelle pianure del Wyoming.
Nel 2001, un'indagine condotta dalla North American Vexillological Association (NAVA) ha posto la bandiera del Wyoming al 23º posto nella classifica di design fra le 72 bandiere delle province canadesi, stati federati degli Stati Uniti e territori associati degli USA.